# Anguelina Nikonova
Pour les articles homonymes, voir Nikonova.
Anguelina Nikonova, née le 27 février 1976 à Rostov-sur-le-Don (URSS), est une cinéaste russe, aussi scénariste et productrice.

## Biographie

### Formation
- School of Visual Arts (New York)

## Filmographie

### Réalisation et scénario
- 2011 : Portrait au crépuscule (Портрет в сумерках, Portret v sumerkakh)
- 2014 : Welcome Home (Велкам хом, Velkam khom)
- 2020 : Quelqu'un a-t-il vu ma gamine ? (Кто-нибудь видел мою девчонку?)

## Récompenses et distinctions
- 2011 : lors de la 19e édition du Festival du cinéma russe à Honfleur, Prix du meilleur scénario et Prix du meilleur premier film pour Portrait au crépuscule, dont l'interprétation par Olga Dykhovitchnaïa remporta également le Prix du meilleur rôle féminin.